# Хоцьмірово
Хоцьмірово (пол. Choćmirowo, нім. Alt Gutzmerow) — село в Польщі, у гміні Ґлувчиці Слупського повіту Поморського воєводства.
Населення — 56 осіб (2011).
У 1975-1998 роках село належало до Слупського воєводства.

## Демографія
Демографічна структура станом на 31 березня 2011 року:
|          | Загалом | Допрацездатний вік | Працездатний вік | Постпрацездатний вік |
| -------- | ------- | ------------------ | ---------------- | -------------------- |
| Чоловіки | 24      | 5                  | 19               | 0                    |
| Жінки    | 32      | 9                  | 18               | 5                    |
| Разом    | 56      | 14                 | 37               | 5                    |